# 深夜アニメ一覧
深夜アニメ一覧（しんやアニメいちらん）は、深夜アニメ（地上波テレビ局およびBS局において、主に深夜帯（原則23時以降、ただし独立局系・BS局は22時台を含む）に本放送されたテレビアニメ）の一覧である。